# Pionniers de Touraine 1998
Questa voce raccoglie le informazioni riguardanti i Pionniers de Touraine nelle competizioni ufficiali della stagione 1998.

## Conference Ouest 1998

### Fase a eliminazione diretta
| 24 maggio 1998 Semifinale | Yankees Angers | 14 – 12 | Pionniers de Touraine |  |

| 24 maggio 1998 Finale 3º - 4º posto | Pionniers de Touraine | 44 – 6 | Chouans des Herbiers |  |

## Statistiche di squadra
| Competizione                | %Vittorie | In casa | In casa | In casa | In casa | In casa | In casa | In trasferta | In trasferta | In trasferta | In trasferta | In trasferta | In trasferta | Totale | Totale | Totale | Totale | Totale | Totale |
| Competizione                | %Vittorie | G       | V       | N       | P       | Pf      | Ps      | G            | V            | N            | P            | Pf           | Ps           | G      | V      | N      | P      | Pf     | Ps     |
| --------------------------- | --------- | ------- | ------- | ------- | ------- | ------- | ------- | ------------ | ------------ | ------------ | ------------ | ------------ | ------------ | ------ | ------ | ------ | ------ | ------ | ------ |
| Fase a eliminazione diretta | .500      | 1       | 1       | 0       | 0       | 44      | 6       | 1            | 0            | 0            | 1            | 12           | 14           | 2      | 1      | 0      | 1      | 56     | 20     |
| Totale                      | .500      | 1       | 1       | 0       | 0       | 44      | 6       | 1            | 0            | 0            | 1            | 12           | 14           | 2      | 1      | 0      | 1      | 56     | 20     |